# Stolac (Chorwacja)
Stolac – wieś w Chorwacji, w żupanii licko-seńskiej, w mieście Senj. W 2011 roku liczyła 41 mieszkańców.